# Finn Roberts
Finn Roberts (* 22. April 1996) ist ein US-amerikanischer Schauspieler.

## Leben
Roberts wurde in den USA geboren, wo er mit drei Brüdern aufwuchs. Sein Schauspieldebüt gab er 2013 im Kurzfilm Nikolai, in dem er die gleichnamige Titelrolle verkörperte. Der Film wurde im selben Jahr auf dem Festival de Cannes Court Metrage uraufgeführt. Außerdem wirkte er zeitgleich bis 2015 in der Fernsehserie Side Effects in der Rolle des Jason Connelly mit. 2016 war er im Kinofilm Jahrhundertfrauen in einer Nebenrolle zu sehen. Von 2017 bis 2020 verkörperte er im Netflix Original Greenhouse Academy die Rolle des Alex Woods.

## Filmografie
- 2013: Nikolai (Kurzfilm)
- 2013–2015: Side Effects (Fernsehserie, 13  Episoden)
- 2015: Shameless (Fernsehserie, Episode 5x10)
- 2015: Ouroboros (Kurzfilm)
- 2016: Jahrhundertfrauen (20th Century Women)
- 2017–2020: Greenhouse Academy (Fernsehserie, 39 Episoden)
- 2018: The Debt (Kurzfilm)
- 2019: Goliath (Fernsehserie, Episode 3x08)
- 2020: Room 104 (Fernsehserie, Episode 4x04)